# Vadkert
A középkorban ennek a szónak két jelentése is volt:
1. Ezt a megnevezést használták azokra a vadgyümölcsfás részekre, amelyeket később bekerítettek, s az ott lévő vadalma-, -körte- és -cseresznyefákat átoltva nemesítették.
Mai szóhasználatban a  kertészet, csemetekert szavak értelme fejezi ki a legjobban ezt a jelentést.
2. Vadászatok tartására alkalmas, vadban gazdag terület. (Ezt inkább vadaskertnek nevezték.)
3. A 20. század elejéig Vadkert településekből több is volt Magyarországon:
- 1905-ig a mai Nógrád vármegyei Érsekvadkertet Vadkertnek nevezték. A postai használatban a Nógrádvadkert elnevezést is alkalmazták Érsekvadkertre.
- A Bács-Kiskun vármegyei Soltvadkertet 1900-tól nevezik így, előtte Vadkert volt a neve, amely az ottani erdők-mezők egykori gazdag állatvilágára utal.